# Coenogonium disciforme
Coenogonium disciforme är en lavart som beskrevs av Papong, Boonbragob & Lücking. Coenogonium disciforme ingår i släktet Coenogonium och familjen Coenogoniaceae.   Inga underarter finns listade i Catalogue of Life.